# ВЕС Міряса I, II
ВЕС Міряса I, II (рум. Mireasa) – вітрова електростанція у Румунії, повіт Констанца.
Майданчик для станції обрали на сході країни у відомому своїми сильними вітрами регіоні Добруджа. В 2013-му тут почали встановлювати перші вітрові турбіни китайської компанії Xinjiang Goldwind Science & Technology типу Goldwind GW100/2500 одиничною потужністю 2,5 МВт з діаметром ротору 100 метрів. Протягом року розгорнули 20 таких агрегатів, крім того, у другій черзі встановили 4 турбіни компанії General Eleqtric типу Energy 2.5xl з такими ж характеристиками.
Проект Mireasa I, оснащений китайським обладнанням, реалізовувався через компанію Mireasa Energies. У 2015 році на тлі збитків останньої, вітроагрегати заставили у China Development Bank Corporation для отримання кредиту на 43 млн євро для розрахунків з постачальником.